# Pražská 5
Pražská 5 je český povídkový film z roku 1988 režiséra Tomáše Vorla. Představuje generační výpověď pěti amatérských pražských divadel v pěti filmových povídkách.

## Kapitoly
- Směr Karlštejn (Pantomimická skupina Mimóza) je groteska o strastiplném výletě jedné pražské rodinky.
- Bersidejsi (Výtvarné divadlo Kolotoč) je stylizované výtvarné vystoupení na téma život člověka.
- Oldův večírek (Recitační skupina Vpřed) je veršovaná satira o chlapci, který pracuje jako údržbář v hotelu a snaží se sehnat těsnění.
- Barvy (Baletní jednotka Křeč) je podobenstvím o ideologiích.
- Na brigádě (Divadlo Sklep) je parodie na budovatelské filmy padesátých let 20. století. Hlavní hrdina - tramp (Tomáš Hanák) - stopne autobus plný brigádníků, jedoucích z města pomoci zemědělcům při žních. Po práci se v hospodě všichni poperou, zatímco tramp se seznamuje s místní učitelkou.

Všechny části uvádí Milan Šteindler jako lektor.

## Výroba
- ČSSR, Filmové studio Barrandov, 1988
- Další údaje: barevný, 97 min, komedie
- Námět a scénář: Tomáš Vorel (1, 5), David Vávra (1, 5), Čestmír Suška (2), Lumír Tuček (3), Michal Caban (4), Tomáš Hanák (5), Jiří Burda (5)
- Hudba: Karel Babuljak (1), Pavel Richter (2), Stanislav Diviš (2), Roman Kopřivík (2), Michal Vích (3), Jiří Chlumecký (4), David Noll (5), Jaroslav Vaculík (5), Jiří Podzimek (5)
- Kamera: Roman Pavlíček (1,3-5), Antonín Wieser (2)
- Režie: Tomáš Vorel
- Střih: Jiří Brožek
- Zvuk: Tomáš Potůček
- Architekt: Ludvík Široký (1, 3-5), Robert Vaněk (2)
- Scénografie a choreografie: Čestmír Suška (2), Šimon Caban (4)
- Návrhy kostýmů: Simona Rybáková, Olga Michálková (2)
- Masky: Stanislav Petřek, Jiří Budín
- Režijní supervize: Václav Vorlíček
- Výroba: Přemysl Pražský
- Dramaturgie: Tomáš Tintěra, Libuše Hofmanová
- Nahráli: Richter a Pečírka (2), Krásné nové stroje (2), R.S. Vpřed (3), Pacocamino (5).
- Premiéra: 27. dubna 1989 v pražské Lucerně, premiéru provázela hudební show skupiny Laura a její tygři[2]

## Obsazení
Milan Šteindler (lektor)

### Směr Karlštejn
Milan Šteindler (Dr. Milan Šteindler CSc), Eva Holubová (matka), David Vávra (otec), Michaela Pfeifrová (holčička), David Prágr (kluk), Michal Prágr (kluk), Tomáš Vorel (skřítek), Marie Vnoučková (matka II), Martin Dejdar (otec II), Dina Chourová (holčička II), Jan Adam (kluk II), Luboš Veselý (jedlík), Zdeněk Běhal (hostinský)

### Bersidejsi
Lenka Vychodilová (zpěvačka), Jan Slovák, Aleš Najbrt, Čestmír Suška, Štěpán Pečírka, Mojmír Pukl, Pavel Švec (tanečníci), Olga Michálková, Tereza Roglová, Tereza Wiechová, Radana Bébarová, Martina Schmidtová, Tereza Slámová (tanečnice)

### Oldův večírek
Zdeněk Marek (Olda), Radim Vašinka (mistr), Lumír Tuček (Hugo), Alena Tesařová (Princezna), Jana Tučková, Věra Víchová, Lenka Vlachová, Zuzana Svátková (pokojské), Miroslav Maruška, Radek Dočekal, Ladislav Platil, Ivo Kačaba (obchodníci), Miloslav Štibich (portýr), Jan Boháč (recepční), Jiří Krytinář (liftboy), Jiří Sova (barman), Marek Vašut, Jan Čenský (popeláři), Václav Koubek (šofér multikáry)

### Barvy
Lada Odstrčilová (první tanečnice), Tereza Kučerová (červená Španělka), Jana Krňanská (černá Španělka), Šimon Caban, Martin Čumpelík, Vojtěch Kopecký (sukňoví tanečníci), Martina Riedelbauchová, Petra Zelenková (Egypťanky), Vít Máslo, Jiří Bauer (bruslaři), Simona Rybáková, Iveta Jadrníčková

### Na brigádě
Tomáš Hanák (tramp), Jana Kušiaková (učitelka), Radek Uhlíř (traktorista), Milan Šteindler (vedoucí), Jiří Vorel (předseda), Jan Slovák (příslušník SNB), Aleš Najbrt (pohůnek), Lenka Vychodilová (dojička), Pavel Auerbach (hostinský), Jana Smrčková (servírka), Bára Dlouhá (servírka), Tomáš Vorel ml., Jiří Fero Burda (řidič)